# 이시카와 가즈마사
이시카와 가즈마사(일본어: 石川数正)는 센고쿠 시대부터 아즈치모모야마 시대까지의 무장·다이묘이다. 마쓰모토 번조(이시카와가).
조부는 마쓰다이라씨 2대(기요야스, 히로타다)를 섬긴 가로 이시카와 기요카네이다. 오타키번주인 이시카와 이에나리, 이시카와 야스미치와는 각각 숙부-조카 관계, 사촌형제 관계에 해당한다.

## 같이 보기
- 우에다 전투
- 마쓰다이라 시게타다 - 가즈마사에게는 고종사촌동생에 해당한다.

|  | 제1대 마쓰모토성주 (이시카와가) 1590년 ~ 1592년 | 후임 이시카와 야스나가 |